# 大坪貴史
大坪 貴史（おおつぼ たかし、1976年12月27日 - ）は、日本の俳優。よしもとクリエイティブ・エージェンシー所属。北海道出身。身長173cm、体重61kg。

## 出演

### 映画
- Your Sound　奥田寛監督（2008年）[1]
- GOEMON　紀里谷和明監督（2008年)
- YOSHIMOTO DIRECTOR’S 100
  - I LOVE MARIL YN　庄司智春監督[2]
  - 飛龍炎昇　勝山慎司監督[3]
  - Whisper〜だから彼女はささやいた〜　友近監督 [4]
- クロサワ映画　渡辺琢監督（2010年）

### テレビドラマ
- 東京物語（2002年、フジテレビ）
- 鬼嫁日記（2005年、関西テレビ制作・フジテレビ系放送） - 木村行男役
- リセット 最終回（2009年、読売テレビ制作・日本テレビ系放送）
- 歴史7大ミステリー 直江兼続（2009年、テレビ東京）
- 塀の中の中学校（2010年、TBS）
- 揺ぎ無き先人 千利休（2010年、テレビ東京）
- 示談交渉人ゴタ消し 第3話（2011年、読売テレビ制作・日本テレビ系放送）
- 卒業ホームラン（2011年、テレビ東京）
- 土曜ワイド劇場 愛と死の境界線〜隣人との悲しき争い〜（2011年、テレビ朝日）
- 幸せになろうよ（2011年、フジテレビ）
- 下流の宴（2011年、NHK）
- デカ 黒川鈴木 第3話（2012年、読売テレビ制作・日本テレビ系放送） - 運送業者役
- 金曜プレステージ 警察医・秋月桂の検死ファイル（2012年、フジテレビ）
- 世にも奇妙な物語 2012年 春の特別編（2012年、フジテレビ）
- 赤川次郎原作 毒〈ポイズン〉 第1話（2012年、読売テレビ制作・日本テレビ系放送） - 「週刊ライフ」編集部員役
- 難波金融伝・ミナミの帝王 第5作（2013年、関西テレビ制作・フジテレビ系放送） - クルーザーの販売員役
- いつか陽のあたる場所で 第1話（2013年、NHK）
- お助け屋☆陣八 第2話（2013年、読売テレビ制作・日本テレビ系放送）
- 水曜ミステリー9 トラベルライター青木亜木子 第1作（2013年、テレビ東京）
- ダブルトーン 〜2人のユミ〜（2013年、NHK BSプレミアム）
- 緊急取調室 第2話（2014年、テレビ朝日） - 北村 役
- 慰謝料弁護士〜あなたの涙、お金に変えましょう〜 第2話（2014年、読売テレビ制作・日本テレビ系放送） - 戸川太一役
- 土曜ワイド劇場　犯罪心理学教授・兼坂守の捜査ファイル 第1作（2014年、テレビ朝日）
- 孤独のグルメ Season4 第2 話 （2014年7月16日、テレビ東京）  - サラリーマン1 役
- 土曜ワイド劇場　広域警察 第5作（2014年、テレビ朝日）
- 月曜ゴールデン 検事霧島三郎（2014年、TBS）
- 五つ星ツーリスト〜最高の旅、ご案内します!!〜 第12話（2015年、読売テレビ制作・日本テレビ系放送）
- ワーキングデッド〜働くゾンビたち〜 第9・10話（2015年、テレビ東京)
- 別れたら好きな人（2015年、東海テレビ制作・フジテレビ系放送） - 「家族食堂」の社員役
- 鴨川食堂（2016年、NHK BSプレミアム）

### 舞台
- 飛び降りたらトランポリン（劇団インベーダーじじい公演）
- 土俵際の女（劇団インベーダーじじい公演）[5]
- TSUWAMONO（古賀プロダクション主催）
- 疚しいのはお前だけじゃない（2006年、ベンクロフト公演）
- サムライ　若き獅子たち時を駈ける（2006年、古賀プロダクション主催）
- 好敵手あらわる！（2007年、不消者第12回公演）[6]
- ブラックコメディ - 主演（劇団BOOGIE WOOGIE公演）
- ミタナ（2012年、劇団Hi!You公演）
- ラブホ！ - 同窓生米倉役（2013年、イメホリ公演）[7]
- Classic演劇『かもめ』 - トリゴーリン役（2014年）
- 12人の怒れる男と女（仮） - 陪審員八号役（2014年、SAME∞LINE PROJECT公演)
- Memento Mori - 齋藤和成役（2014年、K-FRONT+）[8][9]
- Father with No Name 続 夕陽の父子たち（2015年、ピストンズ公演）[10][11]
- ゴジのラ（2015年、“STRAYDOG”Produce公演）[12]
- 弓張月〜THE FINAL★ARROW〜（2015年、劇団BOOGIE WOOGIE解散公演）[13]
- 売春捜査官2015（2015年、大坪企画・作:つかこうへい　演出:春田純一） [14][15]
- 飛龍伝2016（2016年2月2日-、大坪企画vol.2・作:つかこうへい　演出:春田純一）[16][17]